# Nové Vrbno

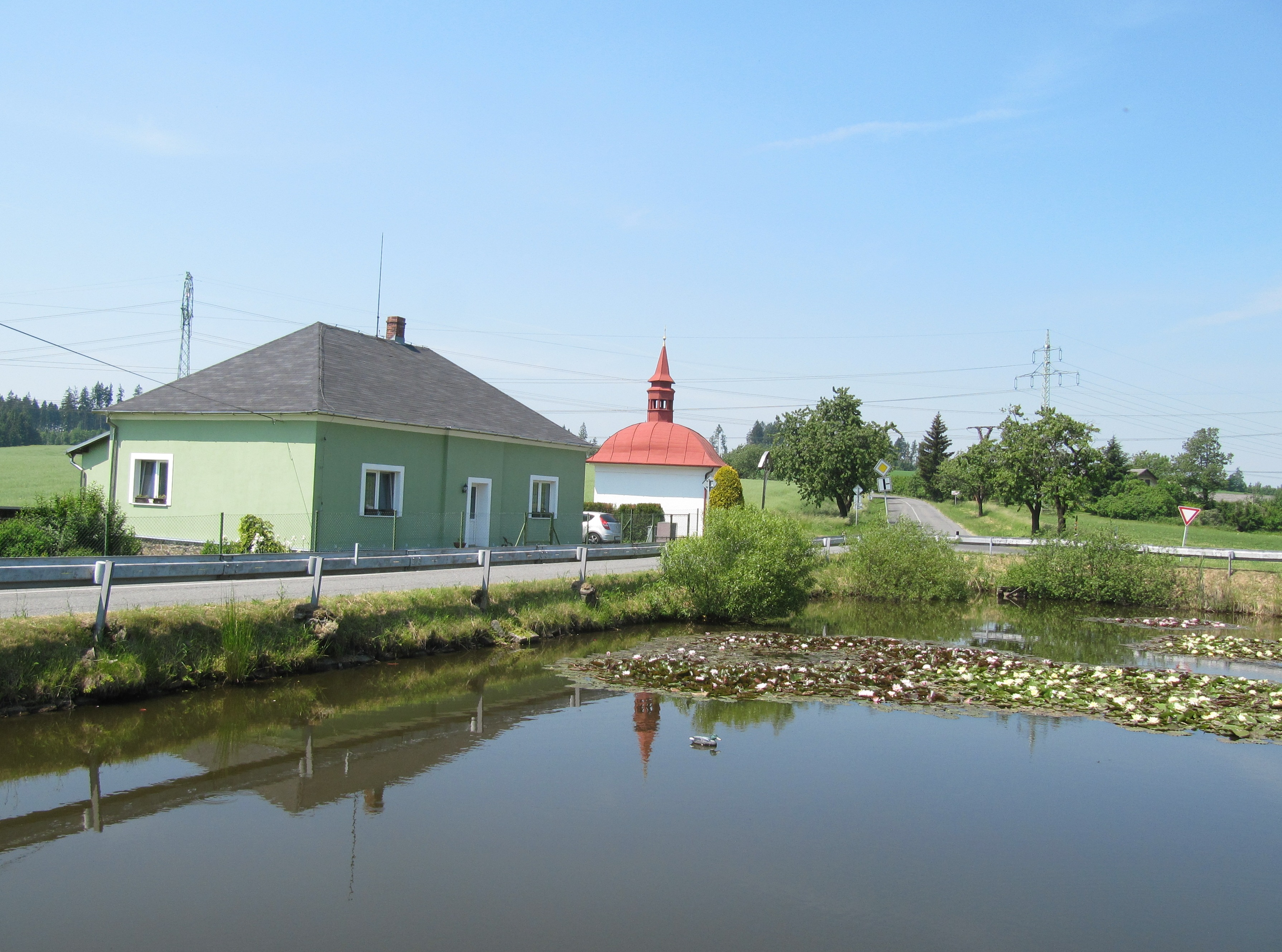
Straßenabzweig nach Větřkovice

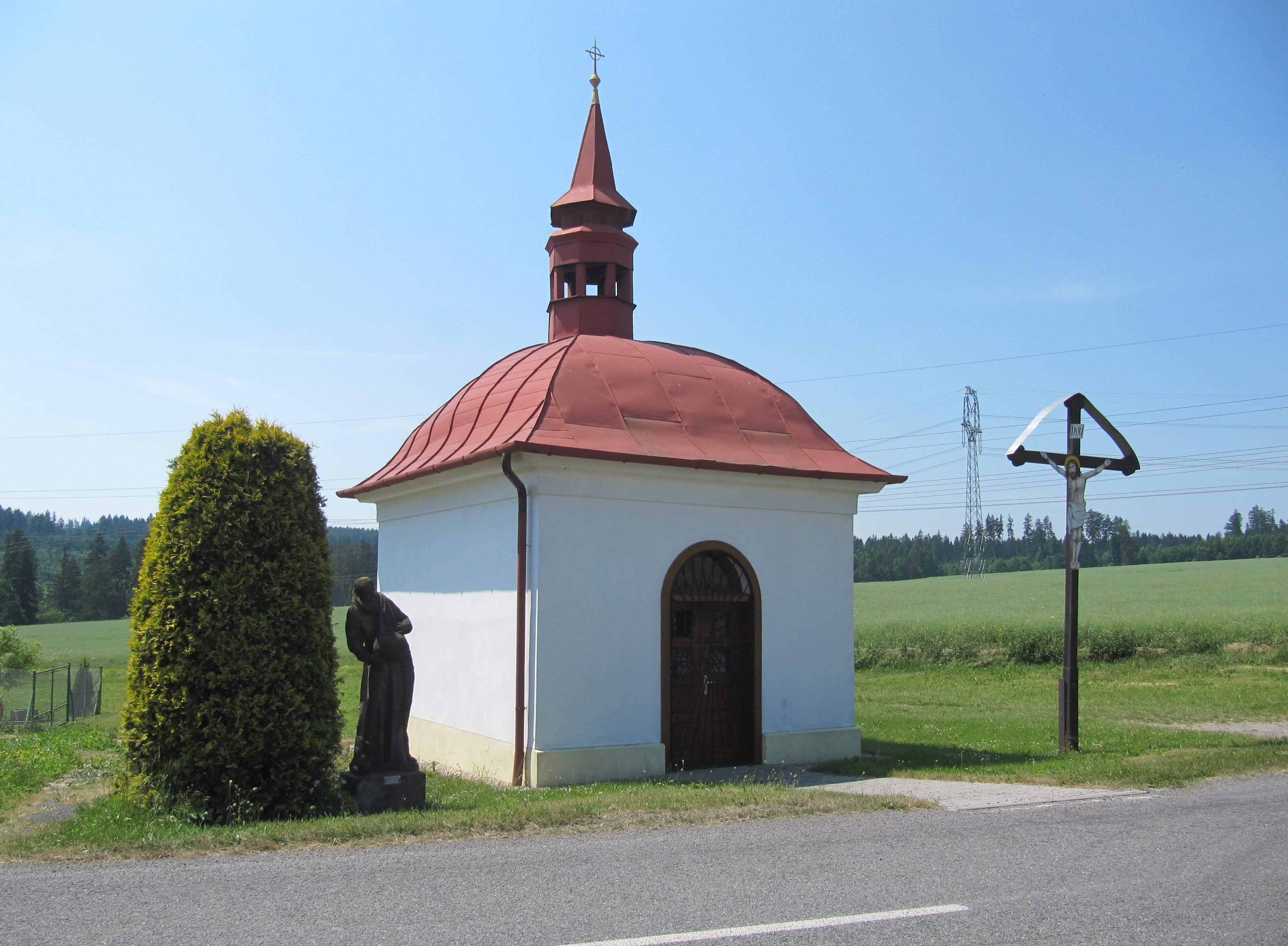
Kapelle Unserer Lieben Frau der Schmerzen und Statue des hl. Felix

Nové Vrbno (deutsch Neu Würben, auch Goldseifen) ist ein Ortsteil der Gemeinde Větřkovice in Tschechien. Er liegt fünf Kilometer südöstlich von Vítkov und gehört zum Okres Opava.

## Geographie
Nové Vrbno liegt in der Quellmulde eines rechten Zuflusses zum Husí potok (Steinbach) in der Vítkovská vrchovina (Wigstadtler Berge). Im Nordosten erhebt sich der Tršlovec (531 m n.m.), östlich die Vrchy (540 m n.m.), im Südwesten der U Větřáku (560 m n.m.) und westlich der Na Kamence (508 m n.m.). Gegen Süden erstreckt sich der Naturpark Oderské vrchy.
Nachbarorte sind Větřkovice im Norden, Dršlovec und Gručovice im Nordosten, Jančí im Osten, Vrchy, Hůby und Dolejší Kunčice im Südosten, Slezské Vlkovice und Véska im Süden, Kamenka, Klokočůvek und Klokočov im Südwesten, U Mlýna und Dolní Ves im Westen sowie Vítkov, Horní Ves und Prostřední Dvůr im Nordwesten.

## Geschichte
Zum Ende des 14. Jahrhunderts ließ die Benediktinerpropstei Březová (Briesau) ein Seifenwerk mit einer Ansiedlung von Seifnern anlegen. Die erste urkundliche Erwähnung der Siedlung Goldzeyf erfolgte im Jahre 1412, als der Propst Stephan diese dem Kunzendorfer Erbrichter für treue Dienste erblich überließ. Bereits im 15. Jahrhundert – wahrscheinlich während der Hussitenkriege – erlosch die Goldseifnersiedlung wieder. Nach der Zerstörung der Propstei durch die Hussiten im Jahre 1427 wurden deren Güter zwischen den Herrschaften Grätz und Fulnek aufgeteilt, wobei Goldzýf zu Fulnek kam. Auf den Fluren der wüsten Siedlung ließ die Herrschaft den Meierhof Goldshäusen errichten. Der Hof und der westlich davon gelegene Goldshäusenwald bildeten eine mährische Exklave im Herzogtum Troppau. 1726 ließ der Besitzer der Herrschaft Fulnek, Joseph Franz Graf von Würben und Freudenthal, einen Teil der Goldshäusener Meierhofsfluren parzellieren und das Dorf Neu-Würben anlegen.
Im Jahre 1835 bestand das im Prerauer Kreis gelegene und von schlesischem Gebiet umgebene Dorf Neu-Würben, auch Goldseifen genannt, aus 13 Häusern, in denen 22 Personen lebten. Abseits lag der Meierhof Goldshäusen. Haupterwerbsquellen bildeten der Feldbau und die Forstarbeit. Pfarr- und Schulort war Kunzendorf. Bis zur Mitte des 19. Jahrhunderts blieb Neu-Würben der Allodialherrschaft Fulnek untertänig.
Nach der Aufhebung der Patrimonialherrschaften bildete Nové Vrbno / Neu Würben ab 1849 einen Ortsteil der Gemeinde Gerlichov / Gerlsdorf im Gerichtsbezirk Fulnek. Ab 1869 gehörte Neu Würben zum Bezirk Neutitschein. Zu dieser Zeit hatte das Dorf 75 Einwohner und bestand aus 13 Häusern. Im Jahre 1900 lebten in Neu Würben 72 Personen, 1910 waren es ebenso viele. Seit 1923 bemühten sich die Bewohner um eine Abtrennung vom weitab gelegenen Gerlsdorf. Nachdem die Gebiete der ehemaligen Kronländer Mähren und Schlesien am 1. Dezember 1928 zum Land Mähren-Schlesien vereinigt worden waren, verlor die historisch gewachsene Zuordnung zur Gemeinde Gerlsdorf ihre Bedeutung, so dass die Bemühungen um einen Anschluss an die Gemeinde Dittersdorf verstärkt wurden. Im Jahre 1930 bestand Neu Würben aus 14 Häusern und hatte 85 Einwohner. Wegen der unterschiedlichen Gesetzeslage in den mährischen und schlesischen Gebieten lehnten das Innen- und Justizministerium 1936 die Umgemeindung ab. Nach dem Münchner Abkommen wurde das Dorf 1938 dem Deutschen Reich zugesprochen und im selben Jahr von Gerlsdorf nach Dittersdorf umgemeindet. Bis 1945 gehörte Neu Würben zum Landkreis Troppau. Nach dem Ende des Zweiten Weltkrieges kam das Dorf zur Tschechoslowakei zurück, die deutsche Bevölkerung wurde vertrieben und die Umgemeindung wieder rückgängig gemacht. Zusammen mit Jerlochovice wurde Nové Vrbno 1947 nach Fulnek eingemeindet. 1949 wurde das Dorf dem neu gebildeten Okres Vítkov zugeordnet. Im Jahre 1950 hatte das Dorf 27 Einwohner. Auf Beschluss des Bezirksnationalausschusses (ONV) Vítkov wurde Nové Vrbno am 30. März 1951 wieder der Gemeinde Větřkovice zugeordnet, erhielt jedoch keinen Ortsteilstatus mehr. Seit der Gebietsreform von 1960 gehört Nové Vrbno zum Okres Opava. Zwischen 1979 und 1991 war Nové Vrbno nach Vítkov eingemeindet. Seit Beginn des Jahres 1992 bildet Nové Vrbno einen Ortsteil der Gemeinde Větřkovice. Beim Zensus von 2001 lebten in den 8 Häusern von Nové Vrbno 23 Personen.

## Ortsgliederung
Der Ortsteil Nové Vrbno bildet einen Katastralbezirk.

## Sehenswürdigkeiten
- Kapelle Unserer Lieben Frau der Schmerzen
- Barocke Statue des hl. Felix neben der Kapelle, geschaffen von Philipp Sattler

## Söhne und Töchter des Ortes
- Anton Heger (1887–1964), Forstwissenschaftler